# Андре Орта
Андре Орта (порт. André Horta, нар. 7 листопада 1996, Алмада) — португальський футболіст, півзахисник клубу «Брага».

## Клубна кар'єра
Народився 7 листопада 1996 року в місті Алмада. Вихованець юнацьких команд футбольних клубів «Бенфіка» та «Віторія» (Сетубал).
У дорослому футболі дебютував 2014 року виступами за «Віторію» (Сетубал), в якій провів два сезони, взявши участь у 38 матчах чемпіонату.
1 червня 2016 року Орта підписав контракт терміном на п'ять років з «Бенфікою». Дебютував за нову команду 7 серпня, провівши всі 90 хвилин в переможному Суперкубку Португалії, здобувши свій перший у кар'єрі трофей. Загалом відіграв протягом сезону за лісабонський клуб 16 матчів у національному чемпіонаті.
Не маючи перспектив швидко стати основним гравцем «Бенфіки», 2017 року на умовах оренди став гравцем «Браги», за яку відіграв один сезон.
У березні 2018 року погодився приєднатися до клубу «Лос-Анджелес», новачка MLS. Влітку того ж року згідно домовленості перебрався до США, проте у складі каліфорнійської команди не заграв, провівши за півтора роки лише 16 матчів у її складі.
У червні 2019 року повернувся на батьківщину, знову приєднавшись до складу «Браги».

## Виступи за збірні
2014 року дебютував у складі юнацької збірної Португалії, взяв участь у 19 іграх на юнацькому рівні, відзначившись двома забитими голами.
2016 року залучався до складу молодіжної збірної Португалії. На молодіжному рівні зіграв у 9 офіційних матчах, забив 2 голи.

## Статистика виступів

### Статистика клубних виступів
Станом на 15 липня 2020
| Сезон                         | Команда                       | Чемпіонат                     | Чемпіонат | Чемпіонат | Національний кубок | Національний кубок | Національний кубок | Континентальні кубки | Континентальні кубки | Континентальні кубки | Інші змагання | Інші змагання | Інші змагання | Усього | Усього |
| Сезон                         | Команда                       | Ліга                          | Ігор      | Голів     | Ліга               | Ігор               | Голів              | Ліга                 | Ігор                 | Голів                | Ліга          | Ігор          | Голів         | Ігор   | Голів  |
| ----------------------------- | ----------------------------- | ----------------------------- | --------- | --------- | ------------------ | ------------------ | ------------------ | -------------------- | -------------------- | -------------------- | ------------- | ------------- | ------------- | ------ | ------ |
| 2014–15                       | «Віторія» (Сетубал)           | ПЛ                            | 6         | 0         | КП+КЛ              | 0+2                | 0+0                | -                    | -                    | -                    | -             | -             | -             | 8      | 0      |
| 2015–16                       | «Віторія» (Сетубал)           | ПЛ                            | 32        | 2         | КП+КЛ              | 3+1                | 0+0                | -                    | -                    | -                    | -             | -             | -             | 36     | 2      |
| Усього за «Віторію» (Сетубал) | Усього за «Віторію» (Сетубал) | Усього за «Віторію» (Сетубал) | 38        | 2         |                    | 6                  | 0                  |                      | -                    | -                    |               | -             | -             | 44     | 2      |
| 2016–17                       | «Бенфіка»                     | ПЛ                            | 10        | 1         | КП+КЛ              | 1+2                | 0                  | ЛЧ                   | 2                    | 0                    | СП            | 1             | 0             | 16     | 1      |
| 2017–18                       | «Брага»                       | ПЛ                            | 22        | 1         | КП+КЛ              | 1+2                | 0                  | ЛЄ                   | 5                    | 0                    |               | -             | -             | 30     | 1      |
| лип.-груд. 2018               | «Лос-Анджелес»                | МЛС                           | 11        | 0         | ВКСША              | 1                  | 0                  |                      | -                    | -                    |               | -             | -             | 12     | 0      |
| 2018–19                       | «Лос-Анджелес»                | МЛС                           | 4         | 0         | ВКСША              | -                  | -                  |                      | -                    | -                    |               | -             | -             | 4      | 0      |
| Усього за «Лос-Анджелес»      | Усього за «Лос-Анджелес»      | Усього за «Лос-Анджелес»      | 15        | 0         |                    | 1                  | 0                  |                      | -                    | -                    |               | -             | -             | 16     | 0      |
| 2019–20                       | «Брага»                       | ПЛ                            | 23        | 0         | КП+КЛ              | 2+2                | 0+1                | ЛЄ                   | 9                    | 3                    |               | -             | -             | 36     | 4      |
| Усього за «Брагу»             | Усього за «Брагу»             | Усього за «Брагу»             | 45        | 1         |                    | 7                  | 1                  |                      | 14                   | 3                    |               | -             | -             | 66     | 5      |
| Усього за кар'єру             | Усього за кар'єру             | Усього за кар'єру             | 108       | 4         |                    | 17                 | 1                  |                      | 16                   | 3                    |               | 1             | 0             | 142    | 8      |

## Особисте життя
Старший брат, Рікарду Орта, також футболіст і виступав за збірну Португалії.

## Досягнення
- Чемпіон Португалії (1):

«Бенфіка»: 2016-17
- Володар Кубка Португалії (1):

«Бенфіка»: 2016-17
«Брага»: 2020-21
- Володар Суперкубка Португалії (1):

«Бенфіка»: 2016
- Володар Кубка португальської ліги (1):

«Брага»: 2019-20
- Чемпіон Греції (1):

«Олімпіакос»: 2024-25
- Володар Кубка Греції (1):

«Олімпіакос»: 2024-25
- Переможець Ліги конференцій УЄФА (1):

«Олімпіакос»: 2023-24